# Xhariep
Xhariep (officieel Xhariep District Municipality) is een district in Zuid-Afrika.
Xhariep ligt in de provincie Vrijstaat en telt 146.259 inwoners. De naam verwijst naar de naam van de Oranjerivier (ook bekend als Gariep) in het Griekwa.

## Gemeenten in het district[4]
- Kopanong
- Letsemeng
- Mohokare
- Naledi

Naledi behoorde tot 2011 het district Motheo. Dat district werd opgeheven toen Mangaung, dat ook tot dat district behoorde, werd opgewaardeerd tot grootstedelijke gemeente. 